# Mens sagføreren sover
Mens sagføreren sover er en spillefilm fra 1945 instrueret af Johan Jacobsen efter manuskript af Arvid Müller.

## Medvirkende
- Gunnar Lauring
- Beatrice Bonnesen
- Christian Arhoff
- Elith Pio
- Gerda Neumann
- Sam Besekow
- Poul Reichhardt
- Freddy Albeck
- Gunnar Lemvigh
- Per Gundmann
- Valdemar Skjerning
- Knud Heglund

## Handling
Fire hjemvendte dansk-amerikanere, som takket være deres meriter hinsides Atlanten burde have siddet bag lås og slå, har taget ophold på et københavnsk hotel. Det er ikke længslen efter deres fædreland, der har drevet dem hjem, men håbet om at lave "den store forretning", nærmere bestemt ved et dristigt kup at sikre sig rigsjuvelerne på Rosenborg Slot. På hotellet afventer de fire "gentlemen" utålmodigt deres chefs ordre til at rykke ud..